# Ralph Mann
Ralph Mann (Estados Unidos, 16 de junio de 1949 - 2 de enero de 2025) fue un atleta estadounidense, especializado en la prueba de 400 m vallas en la que llegó a ser subcampeón olímpico en 1972.

## Carrera deportiva
En los JJ. OO. de Múnich 1972 ganó la medalla de plata en los 400 metros vallas, con un tiempo de 48.51 segundos, tras el ugandés John Akii-Bua que con 47.82 segundos batió el récord el mundo, y por delante del británico David Hemery (bronce).